# Струтинське газонафтове родовище
Струтинське газонафтове родовище — належить до Бориславсько-Покутського нафтогазоносного району Передкарпатської нафтогазоносної області Західного нафтогазоносного регіону України.

## Опис
Розташоване у Рожнятівському районі Івано-Франківської області на відстані 7 кілометрів від міста Рожнятів. Знаходиться в першому ярусі складок центральної частини Бориславсько-Покутської зони. Струтинське підняття виявлене 1956 року. Родовище пов'язане з верхньострутинською складкою — асиметричною антикліналлю північно-західного простягання. Поперечними скидо-зсувами амплітудою до 100 м структура розбита на Оболонський, Спаський, Північно-Струтинський, Струтинський та Вільхівський блоки. Загальна довжина структури понад 15 м, ширина — до 3-3,5 м, висота 1000 м, у межах Північно-Струтинського та Струтинського блоків — 4,4; 1,2-2,0 і 0,4 км відповідно.
Перший промисловий приплив нафти отримано 1959 року з середньо- та верхньоменілітових утворень з інт. 2147—2345 м.
Поклади пластові, склепінчасті, тектонічно екрановані та літологічно обмежені. Режим Покладів пружний та розчиненого газу, у Вільхівському блоці — газовий. Колектори — пісковики та алевроліти.
Експлуатується з 1963 року. Запаси початкові видобувні категорій А+В+С1: нафти — 6081 тис. т; розчиненого газу — 2204 млн. м³; газу — 600 млн. м³. Густина дегазованої нафти 842—859 кг/м³. Вміст сірки у нафті 0,29-0,39 мас.%.